# Cymbidiella flabellata
Cymbidiella flabellata är en orkidéart som först beskrevs av Louis Marie Aubert Du Petit-Thouars, och fick sitt nu gällande namn av Robert Allen Rolfe. Cymbidiella flabellata ingår i släktet Cymbidiella, och familjen orkidéer.
Artens utbredningsområde är Madagaskar. Inga underarter finns listade i Catalogue of Life.